# John Wilson (Leichtathlet)
John Wilson (John Alan Wilson; * 11. Oktober 1948) ist ein ehemaliger britischer Sprinter, der sich auf den 400-Meter-Lauf spezialisiert hatte.
Bei den Leichtathletik-Europameisterschaften 1971 in Helsinki kam er mit der britischen Mannschaft auf den fünften Platz in der 4-mal-400-Meter-Staffel.
1974 erreichte er bei den British Commonwealth Games in Christchurch über 400 m das Halbfinale und gewann mit der englischen 4-mal-400-Meter-Stafette Silber.
Seine elektronisch gestoppte Bestzeit von 46,91 s stellte er am 27. Mai 1974 in London auf, seine handgestoppte von 46,3 s am 30. Juni 1973 in Leipzig.